# Берёзовка (Кызылжарский район)
Берёзовка (каз. Березовка) — село в Кызылжарском районе Северо-Казахстанской области Казахстана. Входит в состав Рощинского сельского округа. Код КАТО — 595064400.

## Население
В 1999 году население села составляло 343 человека (174 мужчины и 169 женщин). По данным переписи 2009 года, в селе проживало 402 человека (212 мужчин и 290 женщин).